# Olcani
Olcani är en kommun i departementet Haute-Corse på ön Korsika i Frankrike. Kommunen ligger i kantonen Sagro-di-Santa-Giulia som tillhör arrondissementet Bastia. År 2022 hade Olcani 95 invånare.

## Befolkningsutveckling
Antalet invånare i kommunen Olcani
Referens:INSEE